# Мегринський хребет
Мегринський хребет (азерб. Mehri silsiləsi, вірм. Մեղրու լեռնաշղթա) — хребет на півдні  Вірменії і в Азербайджан. Тягнеться від перевалу Аїчонгал (3500 м), що з'єднує Мегринський хребет з  Зангезурським, і західної течії річки  Вохчі на південний схід, до течії річки Аракс. Найвища точка — вершина Багацсар (3256 м). Північні схили хребта розташовані на території  Шикахохського заповідника. На хребті переважає субтропічний клімат, взимку дмуть постійні вітри. Протяжність хребта становить близько 46 км.
Складений міцними гірськими породами — гранітами і гранодіоритами. Долини і підніжжя хребта покриті на північних експозиціях від висоти 1200 до 1800 м дубовими і дубово- грабовими лісами, на інших експозиціях — ксерофільним рідколіссям і гірсько-ксерофітними травами. Вище до 3200 м простягаються субальпійські і альпійські луки з окремими скельними оголеннями.
Мегринський хребет зупиняє розпечені повітряні маси з півдня, які дмуть з боку Ірану, а Зангезурський хребет — вологе повітря зі сходу (з  Каспійського моря). Тим самим забезпечується помірно-жаркий клімат в основній частині Вірменії, на північ від Мегринського хребта.